# Eerste nationale herenhandbal 2005/06
De eerste nationale 2005/06 is de hoogste divisie in het Belgische handbal.

## Teams
| Ploeg             | Plaats        | Provincie      | Trainers                 | Hal                         |
| ----------------- | ------------- | -------------- | ------------------------ | --------------------------- |
| HC AtomiX         | Haacht        | Vlaams-Brabant | Vlag van onbekend gebied | Den Dijk                    |
| HC Eynatten       | Eynatten      | Luik           | Willy Kück               | Sporthalle Eynatten         |
| Initia HC Hasselt | Hasselt       | Limburg        | Jos Schouterden          | Alverberg                   |
| HC Herstal/Ans    | Herstal - Ans | Luik           | Vlag van onbekend gebied | Hall Omnisports La Préalle  |
| ROC Flémalle      | Flémalle      | Luik           | Thierry Herbillon        | Hall omnisports André Cools |
| KV Sasja HC       | Hoboken       | Antwerpen      | Alex Jacobs              | Sorghvliedt                 |
| Sporting Neerpelt | Neerpelt      | Limburg        | Pierre Jansen            | Dommelhof                   |
| HCE Tongeren      | Tongeren      | Limburg        | Pedrag Dosen             | Eburons Dôme                |
| Union Beynoise    | Beyne-Heusay  | Luik           | Luc Boiten               | Hall Omnisports Edmond Rigo |
| HC Visé BM        | Wezet         | Luik           | Vlag van onbekend gebied | Hall Omnisports de Visé     |

## Reguliere competitie
| Pos | Club              | Wed | W  | G | V  | Ptn | DT  | DV  | +/−  | Opmerking                                        |
| --- | ----------------- | --- | -- | - | -- | --- | --- | --- | ---- | ------------------------------------------------ |
| 1   | KV Sasja HC       | 18  | 16 | 0 | 2  | 32  | 561 | 449 | 112  | Geplaatst voor play-offs                         |
| 2   | Sporting Neerpelt | 18  | 15 | 0 | 3  | 30  | 562 | 468 | 94   | Geplaatst voor play-offs                         |
| 3   | Initia HC Hasselt | 18  | 12 | 1 | 5  | 25  | 493 | 420 | 73   | Geplaatst voor play-offs                         |
| 4   | HCE Tongeren      | 18  | 12 | 0 | 6  | 24  | 490 | 486 | 4    | Geplaatst voor play-offs                         |
| 5   | Union Beynoise    | 18  | 11 | 1 | 6  | 23  | 483 | 420 | 63   | Geplaatst voor play-offs                         |
| 6   | HC Eynatten       | 18  | 11 | 0 | 7  | 22  | 508 | 497 | 11   | Geplaatst voor play-offs                         |
| 7   | HC AtomiX         | 18  | 4  | 0 | 14 | 8   | 469 | 572 | -103 | Geplaatst voor play-down                         |
| 8   | ROC Flémalle      | 18  | 2  | 3 | 13 | 7   | 407 | 481 | -74  | Geplaatst voor play-down                         |
| 9   | HC Herstal/Ans    | 18  | 3  | 1 | 14 | 7   | 398 | 512 | -114 | Geplaatst voor play-down                         |
| 10  | HC Visé BM        | 18  | 1  | 2 | 15 | 4   | 391 | 509 | -118 | Rechtstreeks degradatie naar de tweede nationale |

## Nacompetitie

### Play-down
- Kreasa Houthalen is runner-up van de tweede nationale

| Pos | Club             | Wed | W | G | V | Ptn | DT  | DV  | +/− | Opmerking                           |
| --- | ---------------- | --- | - | - | - | --- | --- | --- | --- | ----------------------------------- |
| 1   | ROC Flémalle     | 6   | 5 | 0 | 1 | 10  | 181 | 137 | 44  |                                     |
| 2   | HC AtomiX        | 6   | 4 | 0 | 2 | 9   | 172 | 162 | 10  |                                     |
| 3   | Kreasa Houthalen | 6   | 2 | 1 | 3 | 5   | 149 | 172 | -23 | Promotie naar de eerste nationale   |
| 4   | HC Herstal/Ans   | 6   | 0 | 1 | 5 | 2   | 125 | 146 | -21 | Degradeert naar de tweede nationale |

### Play-offs

#### Groep A
| Pos | Club              | Wed | W | G | V | Ptn | DV  | DT  | +/− | BP | Opmerking                       |
| --- | ----------------- | --- | - | - | - | --- | --- | --- | --- | -- | ------------------------------- |
| 1   | KV Sasja HC       | 4   | 3 | 0 | 1 | 9   | 124 | 99  | 25  | +3 | Geplaatst voor de Best of Three |
| 2   | Initia HC Hasselt | 4   | 3 | 0 | 1 | 8   | 108 | 102 | 6   | +2 |                                 |
| 3   | Union Beynoise    | 4   | 0 | 0 | 4 | 1   | 91  | 122 | -31 | +1 |                                 |

##### Groep B
| Pos | Club              | Wed | W | G | V | Ptn | DV  | DT  | +/− | BP | Opmerking                       |
| --- | ----------------- | --- | - | - | - | --- | --- | --- | --- | -- | ------------------------------- |
| 1   | Sporting Neerpelt | 4   | 3 | 0 | 1 | 9   | 136 | 118 | 18  | +3 | Geplaatst voor de Best of Three |
| 2   | HCE Tongeren      | 4   | 3 | 0 | 1 | 8   | 120 | 107 | 13  | +2 |                                 |
| 3   | HC Eynatten       | 4   | 0 | 0 | 4 | 1   | 113 | 147 | -34 | +1 |                                 |

### Rangschikking wedstrijden

##### 5e en 6e plaats
| Union Beynoise | 31 - 30 | HC Eynatten |

##### 3e en 4e plaats
| Initia HC Hasselt | ? | HCE Tongeren |

### Best of Three
| 22 mei 2006 | Sporting Neerpelt                         | 37 - 40 (n.V.) | KV Sasja HC | Dommelhof, Neerpelt |
| 22 mei 2006 |                                           |                |             | Dommelhof, Neerpelt |
| 22 mei 2006 |                                           |                |             | Dommelhof, Neerpelt |
| 22 mei 2006 | Regulier: 29 - 29 Verlenging(en): 37 - 40 |                |             | Dommelhof, Neerpelt |

| 29 mei 2006 | KV Sasja HC | 25 - 24 | Sporting Neerpelt | Sorghvliedt, Antwerpen |
| 29 mei 2006 |             |         |                   | Sorghvliedt, Antwerpen |
| 29 mei 2006 |             |         |                   | Sorghvliedt, Antwerpen |

|             |
| KV SASJA HC |
| 4de titel   |